# Моном (геометричне програмування)
В задачах геометричного програмування поняття монома трохи відрізняється від більш відомого математичного терміна  моном, який є компонентом полінома. Різниця полягає в потребі додатності коефіцієнта допустимості нецілих і від'ємних чисел в показниках степенів співмножників. Оскільки допускаються дробові та від'ємні показники степенів, область визначення монома обмежена строго додатними дійсними числами.

## Визначення
Моном — функція, яка визначається формулою:
{\displaystyle u(x)=c\prod \limits _{i=1}^{n}{x_{i}}^{a_{i}},\quad x_{i}>0,\ c>0,\ a_{i}\in \mathbb {R} .}
Таким чином, моном — це твір додатного коефіцієнта {\displaystyle c} і змінних {\displaystyle x_{i}} в дійсних степенях {\displaystyle a_{i}}. Ці степені утворюють вектор, який називається вектором експонент.

## Приклад
В мономі
{\displaystyle u(x)=8x_{1}^{3}x_{2}^{-4{,}5}}
є дві змінні: {\displaystyle x_{1}} и {\displaystyle x_{2}}; коефіцієнт монома {\displaystyle c=8}; вектор експонент монома:
{\displaystyle {\vec {a}}=(3;-4{,}5).}

## Додатки
Моном є складовою позінома.